# بينغو وا موثاريكا
بينغو وا موثاريكا (بالإنجليزية: Bingu wa Mutharika)‏ (24 فبراير 1934 - 5 أبريل 2012)، رئيس مالاوي بالفترة من 24 مايو 2004 إلى 5 أبريل 2012.

## روابط خارجية
- بينغو وا موثاريكا على موقع مونزينجر (الألمانية)
- بينغو وا موثاريكا على موقع إن إن دي بي (الإنجليزية)